# José Javier Pascual
José Javier Pascual Blanco (Pamplona, 16 de diciembre de 1970) es un exfutbolista español que se desempeñaba como centrocampista.

## Clubes
| Club           | País   | Año       |
| -------------- | ------ | --------- |
| C. A. Osasuna  | España | 1990-1996 |
| Granada C .F.  | España | 1997-2001 |
| Hércules C. F. | España | 2001-2004 |